# Saussurea orgaadayi
Saussurea orgaadayi là một loài thực vật có hoa trong họ Cúc. Loài này được Khanm. & Krasnob. miêu tả khoa học đầu tiên năm 1984.